# زاك ستيفن
زاك ستيفن (بالإنجليزية: Zack Steffen) (4 أبريل 1995 بكوتسفيل في الولايات المتحدة - ) هو لاعب كرة قدم أمريكي في مركز. لعب مع كولومبوس كرو ونادي فرايبورغ وفرايبرغ ‏ وبيتسبورغ ريفرهوندز.

## الجامعة
في 29 مايو 2013، تم الكشف رسميًا عن ستيفن ضمن قائمة عام 2013 في ماريلاند . قام بأول ظهور له على مستوى الجامعة في 30 أغسطس، حيث قام بثلاث تصديات كجزء من التعادل 3-3 مع الفريق رقم 20 ستانفورد . واصل ستيفن اللعب في كل دقيقة من مباريات تيرابينس الـ 26، محققًا أعلى عدد تصديات في مسيرته في مباراة التعادل 1-1 مع أولد دومينيون في 24 سبتمبر. قدم أداءً جيدًا في فترة ما بعد الموسم، حيث نجح في تحقيق خمسة تصديات لمساعدة ماريلاند في الفوز ببطولة كرة القدم للرجال في مؤتمر ساحل المحيط الأطلسي لعام 2013 وحصل على اختيار فريق الجدد في تجمع ساحل الأطلسي. في بطولة كرة القدم للرجال في القسم الأول من الرابطة الوطنية لرياضة الجامعات لعام 2013، تصدى ستيفن لـ 18 تسديدة في المباريات الخمس التي خاضها فريق تيرابينز، مما ساعد ماريلاند على الوصول إلى مباراة البطولة الوطنية؛ حيث خسروا هناك أمام نوتردام بنتيجة 2-1. تم اختياره كأفضل مدافع في البطولة وحصل على مكان في فريق البطولة الجامعية.
مع انتقال ماريلاند إلى اتحاد العشرة الكبار في عام 2014، احتفظ ستيفن بمكانه ولعب مرة أخرى كل دقيقة في المرمى لفريق تيرابينس على مدار 22 مباراة. استقبل 19 هدفًا فقط في الموسم، وحافظ على تسعة شباك نظيفة حيث حصل فريق تيرابينس على لقب الموسم العادي لاتحاد العشرة الكبار في عامهم الأول في الاتحاد. قام ستيفن بتسعة تصديات في بطولة كرة القدم للرجال في اتحاد العشرة الكبار لعام 2014، بالإضافة إلى منعه من تسجيل هدفين خلال ركلات الترجيح في الدور نصف النهائي، وتم اختياره كأفضل لاعب دفاعي في البطولة. ومع ذلك، شهدت مباراته الجامعية الأخيرة إقصاء فريق تيرابينس في الجولة الأولى من بطولة كرة القدم للرجال القسم الأول من الرابطة الوطنية لرياضة الجامعات لعام 2014 على يد UMBC. غادر ستيفن المدرسة في ديسمبر 2014 للتوقيع بشكل احترافيّ في ألمانيا، وغادر ماريلاند بعد أن لعب في 48 مباراة مع فريق تيرابينس.

## المسيرة الاحترافية

### فرايبورغ
بعد موسمه الثاني في ماريلاند، غادر ستيفن فريق تيرابينس ووقع عقدًا احترافيًا مع نادي فرايبورغ الألماني. وصل إلى النادي في منتصف موسم 2014-2015 وتم تعيينه في نادي فرايبورغ الثاني ‏، فريق الاحتياطي للنادي الذي يلعب في دوري الدرجة الرابعة الإقليمي جنوب غرب البلاد . تم تعيين ستيفن على مقاعد البدلاء مرتين لفريق فرايبورج الثاني، لكنه لم يشارك لأول مرة مع الفريق الاحتياطي حتى الموسم التالي.
في 1 أغسطس 2015، ظهر ستيفن لأول مرة مع فريق فرايبورغ الاحتياطي في البداية ضد نادي ساربروكن ؛ حافظ على نظافة شباكه في مباراة انتهت بالتعادل 0-0. حقق فوزه الأول مع الفريق في 26 سبتمبر، مسجلاً ظهوره الخامس بفوزه 2-0 على SV Saar 05 Saarbrücken . شارك ستيفن في 14 مباراة مع فرايبورج الثاني خلال موسم 2015-2016، على الرغم من أن النادي احتل المركز الخامس عشر في دوري المنطقة الجنوبية الغربية وهبط إلى دوري الدرجة الأولى ‏. قبل موسم 2016–17 لنادي فرايبورغ، كان ستيفن يتدرب مع الفريق الأول؛ وذكرت التقارير الواردة من ألمانيا أنه سيكون الحارس الثالث لفريق فرايبورغ للموسم القادم، خلف الحارس الأساسي المفترض ألكسندر شفولوف وباتريك كلاندت.

### كولومبوس كرو

#### إعارة لفريق بيتسبرغ ريفرهاوندز
عاد ستيفن إلى الولايات المتحدة في 22 يوليو 2016، ووقع عقدًا مع نادي كولومبوس كرو لكرة القدم في الدوري الأمريكي للمحترفين كلاعب اكتشاف. على الرغم من أنه سبق له اللعب لصالح أكاديمية الاتحاد، إلا أنه لم يحصل على وقت تدريب كافٍ مع فيلادلفيا للتأهل كلاعب محلي ولم يُعرض عليه عقد من قبل الاتحاد. انضم ستيفن إلى الطاقم بعد انتهاء موسم حارس المرمى الثالث مات باسيفيكي ‏ بسبب الارتجاجات، لكنه كان لا يزال خلف ستيف كلارك وبراد ستوفر في مخطط العمق. بعد الظهور مرة واحدة على مقاعد البدلاء لفريق كرو، تم إرسال ستيفن على سبيل الإعارة إلى نادي بيتسبرغ ريفرهاوندز في الدوري الأمريكي لكرة القدم في 13 أغسطس. تم الإعارة على أساس كل مباراة على حدة لبقية موسم 2016. وقد ظهر لأول مرة مع فريق ريفرهاوندس في نفس اليوم، حيث قام بستة تصديات في فوز 2-1 على حديد بيت لحم، واستمر في الظهور تسع مرات خلال العام مع فريق بيتسبرغ. كما تم تعيين ستيفن على مقاعد البدلاء ثلاث مرات لفريق كرو دون أن يظهر.

### مبتدئ في كولومبوس
قبل موسم 2017، تم تسمية ستيفن كحارس مرمى الفريق الأساسي بعد أن تغلب على ستوفر ولوغان كيتيرير ‏ ليفوز بالوظيفة. شارك لأول مرة مع ناديه في المباراة الافتتاحية للموسم، حيث تصدى لهدفين في مباراة انتهت بالتعادل 1-1 ضد شيكاغو فاير . لم يتنازل عن وظيفته، حيث بدأ جميع مباريات الموسم العادي الـ34 لفريق كرو وقاد النادي إلى التأهل إلى تصفيات كأس الدوري بعد غيابه في عام 2016. على طول الطريق، حقق أعلى عدد تصديات في مسيرته مرتين: ضد أورلاندو سيتي في 19 أغسطس ونيويورك سيتي إف سي في 22 أكتوبر. في دور خروج المغلوب من تصفيات كأس الدوري الأمريكي لكرة القدم 2017، قدم ستيفن "أفضل مباراة في حياته" ضد أتلانتا يونايتد. قام بثمانية تصديات خلال 120 دقيقة من الوقت الأصلي والوقت الإضافي، ثم تصدى لتسديدتين خلال ركلات الترجيح حيث تقدم فريق كرو بنتيجة 3-1 بركلات الترجيح. شارك ستيفن في 39 مباراة إجمالية خلال الموسم حيث تم إقصاء الفريق في نهائيات المؤتمر على يد نادي تورنتو إف سي.
غاب ستيفن عن بعض الوقت خلال موسم 2018 بسبب الالتزامات الدولية، بالإضافة إلى إصابة في الركبة في منتصف الموسم، لكنه استمر في الظهور في 32 مباراة إجمالية خلال العام. في سلسلة من تسع مباريات، تتراوح من الفوز على سان خوسيه إيرثكويكس في 28 أبريل إلى الهزيمة أمام أتلانتا في 13 يونيو، سجل ستيفن سلسلة من 525 دقيقة بدون أهداف، وهي الأطول في تاريخ كرو. وشارك في سبع من تلك المباريات التسع، وغاب عن اثنتين بسبب مشاركته مع منتخب بلاده. تم اختياره ضمن قائمة لاعبي مباراة كل النجوم في الدوري الأمريكي 2018 ‏ ضد نادي يوفنتوس الإيطالي، وهو أول لاعب من فريق كرو يتم اختياره للمشاركة في مباراة كل النجوم منذ فيل تراب في عام 2016. حل ستيفن بديلاً بحارس المرمى الأساسي براد غوزان في الشوط الأول وقام بصد ركلتين جزاء، لكنه فشل في إيقاف ركلات الترجيح حيث سجل يوفنتوس من جميع الركلات الخمس. في تصفيات كأس الدوري الأمريكي لكرة القدم 2018، كرر ستيفن بطولاته من العام السابق: ضد دي سي يونايتد في دور خروج المغلوب، حيث تصدى لركلتين في ركلات الترجيح. بعد تسجيل 10 مباريات بشباك نظيفة، وهو أعلى رقم في مسيرته، خلال الموسم، تم اختيار ستيفن كأفضل حارس مرمى في الدوري الأمريكي لكرة القدم لعام 2018 وحصل على مكان في تشكيلة أفضل 11 لاعبًا في الدوري الأمريكي لكرة القدم.

#### موسم 2019–20: إعارة إلى فورتونا دوسلدورف
أُعلن في 9 يوليو 2019 أنه سيتم إرسال ستيفن على سبيل الإعارة إلى فورتونا دوسلدورف في الدوري الألماني لموسم 2019-20. أشار المدير الرياضي لنادي دوسلدورف، لوتز بفانينشتيل ‏، إلى أن ستيفن كان "المثال المثالي لحارس المرمى الحديث" أثناء مناقشته أنه كان يستكشف اللاعب منذ أن عمل في 1899 هوفنهايم.
خلال النصف الأول من الموسم، كانت قدرات ستيفن ملحوظة، ووصف أداءه مع دوسلدورف بأنه "متميز". بدأ ستيفن أول 17 مباراة للنادي، لكنه تعرض لإصابة في وتر الرضفة مما أبعده عن الملاعب طوال فترة العطلة الشتوية في الدوري الألماني وتوقفه جائحة كورونا. أثناء عودته إلى لياقته البدنية والاستعداد للعودة من إصابته، تعرض ستيفن لإصابة أخرى في الركبة أنهت موسمه قبل الأوان. كان لدى ستيفن ثاني أعلى عدد من التصديات خلف ثالث أسوأ دفاع في الدوري قبل إصابته، وكان يُعتقد أن دوسلدورف ربما كان ليتجنب الهبوط لولا إصابته.
كان ستيفن ودوسلدورف في مناقشات لتمديد إعارته للنادي لموسم آخر، إلا أن هبوط النادي أنهى ذلك.

#### موسم 2020–21: العودة إلى المدينة
بعد انتهاء عقد حارس مرمى السيتي الثاني كلاوديو برافو، عاد ستيفن من فترة إعارته وتم اختياره في الفريق الأول لمانشستر سيتي للموسم المقبل 2020-21. تم ضم ستيفن إلى تشكيلة السيتي لأول مرة في المباراة الافتتاحية للموسم ضد ولفرهامبتون وشارك لأول مرة بعد ثلاثة أيام فقط، حيث بدأ ضد بورنموث في الجولة الثالثة من كأس الدوري، وفاز 2-1 في ملعب الاتحاد. شارك ستيفن لأول مرة في دوري أبطال أوروبا في 9 ديسمبر 2020، ضد أولمبيك مرسيليا في المباراة الأخيرة من دور المجموعات، وحافظ على نظافة شباكه في فوز 3-0.
شارك ستيفن لأول مرة في الدوري الإنجليزي الممتاز في فوز 3-1 خارج أرضه على تشيلسي، ليحل محل إيدرسون الذي ثبتت إصابته بفيروس كوفيد-19. ثم شارك لأول مرة في الجولة الثالثة من كأس الاتحاد الإنجليزي بعد أسبوع، وحافظ على نظافة شباكه في فوز 3-0 على أرضه على فريق برمنغهام سيتي من دوري البطولة.
حافظ ستيفن على نظافة شباكه لمانشستر سيتي في فوزه على توتنهام هوتسبير في نهائي كأس رابطة الأندية الإنجليزية المحترفة في 25 أبريل 2021. أصبح خامس لاعب أمريكي ورابع حارس مرمى يفوز بكأس الدوري/كأس رابطة الأندية الإنجليزية المحترفة.

#### موسم 2021–22
في 4 نوفمبر 2021، وقع ستيفن عقدًا جديدًا طويل الأمد مع مانشستر سيتي، ليبقى في النادي حتى عام 2025. في 16 أكتوبر 2021، لعب ستيفن أول مباراة له في الدوري هذا الموسم عندما فاز سيتي على بيرنلي بنتيجة 2-0 على أرضه. في 7 ديسمبر، ظهر للمرة الثانية في دوري أبطال أوروبا خلال مسيرته عندما خسر مانشستر سيتي 2-1 أمام آر بي لايبزيج في ريد بول أرينا. في 16 أبريل 2022، بدأ ستيفن في نصف نهائي كأس الاتحاد الإنجليزي على ملعب ويمبلي ضد ليفربول . ارتكب خطأً فادحًا، حيث تصدى له ساديو ماني ليمنح ليفربول التقدم 2-0. وفاز ليفربول بنتيجة 3-2.

#### موسم 2022–23: إعارة إلى ميدلسبره
في 19 يوليو 2022، انضم إلى نادي ميدلسبره في دوري الدرجة الأولى الإنجليزي لكرة القدم على سبيل الإعارة لمدة موسم.

#### كولورادو رابيدز
في 4 يناير 2024، عاد ستيفن إلى الولايات المتحدة، لينضم إلى فريق كولورادو رابيدز في الدوري الأمريكي لكرة القدم بعقد مدته ثلاث سنوات مع خيار لمدة عام آخر.

## المسيرة الدولية
كان ستيفن حارس المرمى الأساسي لفريق الولايات المتحدة تحت 20 عامًا في بطولة الكونكاكاف تحت 20 سنة 2015 ‏ وكأس العالم تحت 20 سنة 2015. في 10 يونيو 2015، ساعد تصديه لركلة جزاء نفذها جارلان باريرا فريقه على تحقيق فوز مفاجئ على كولومبيا في دور الستة عشر.
في 16 مايو 2016، تلقى ستيفن استدعائه الأول لمنتخب الولايات المتحدة لمعسكر في بورتوريكو. ولم يشارك في أي مباراة، لكن في يناير 2018، تم استدعاؤه مرة أخرى للمعسكر لخوض مباراة ودية ضد البوسنة والهرسك، والتي خاض ضدها أول مباراة له. شارك للمرة الثانية في مباراة ودية ضد باراغواي، وسجل أول شباك نظيفة له في فوز 1-0، في 27 مارس 2018، في ملعب ويك ميد لكرة القدم في كاري، نورث كارولينا. في 9 يونيو 2018، في بارك أولمبيك ليون في ليون، تصدى ستيفن لسبع تسديدات أمام بطل كأس العالم 2018 فرنسا، بما في ذلك تصديات متتالية في الثواني الأخيرة من الوقت بدل الضائع سددها كل من نبيل فقير وعثمان ديمبيلي، حيث تعادلت الولايات المتحدة مع فرنسا 1-1.

## وصلات خارجية
- زاك ستيفن على موقع الاتحاد الأوربي (الإنجليزية)
- زاك ستيفن على موقع الدوري الأمريكي (الإنجليزية)
- زاك ستيفن على موقع إي إس بي إن إف سي (الإنجليزية)
- زاك ستيفن على موقع قاعدة بيانات كرة القدم.إي يو (الإنجليزية)
- زاك ستيفن على موقع ليكيب (الفرنسية)
- زاك ستيفن على موقع ناشيونال فوتبول تيمز (الإنجليزية)
- زاك ستيفن على موقع Soccerbase.com (لاعب) (الإنجليزية)
- زاك ستيفن على موقع Soccerway.com (الإنجليزية)
- زاك ستيفن على موقع عالم كرة القدم.نت (الإنجليزية)
- زاك ستيفن على موقع كووورة